# Sorokowaja (stacja kolejowa)
Sorokowaja (ros. Сороковая) – węzłowa stacja kolejowa w miejscowości Astana, w Kazachstanie. Węzeł linii z Astany do Szu i Jerejmentau. Położona jest na trasie Nowego Jedwabnego Szlaku.